# Liljendal
Liljendal è un ex comune finlandese di 1 458 abitanti, situato nella regione dell'Uusimaa. Fino al 2011 apparteneva alla regione dell'Uusimaa Orientale in seguito soppressa.
È stato soppresso nel 2010 ed è ora compreso nel comune di Loviisa.